# 2022–2023-as lengyel labdarúgókupa
A 2022–2023-as lengyel labdarúgókupa (angolul: Polish Cup) volt a lengyel labdarúgókupa 69. szezonja. A sorozat 2022. július 26-án kezdődött és 2023. május 2-án ért véget. A címvédő a Raków Częstochowa volt. A kupát a Legia Warszawa csapata nyerte meg, története során huszadik alkalommal.

## Csapatok
| Kör          | Dátum                            | Mérkőzések száma | Csapatok |
| ------------ | -------------------------------- | ---------------- | -------- |
| Selejtezőkör | 2022. július 26–27.              | 10               | 20 → 10  |
| Első kör     | 2022. augusztus 30–szeptember 1. | 28               | 56 → 28  |
| 1/16 döntő   | 2022. október 12, 18–20.         | 16               | 32 → 16  |
| Nyolcaddöntő | 2022. november 8–10.             | 8                | 16 → 8   |
| Negyeddöntő  | 2023. február 28. és március 1.  | 4                | 8 → 4    |
| Elődöntő     | 2023. április 4. és 5.           | 2                | 4 → 2    |
| Döntő        | 2023. május 2.                   | 1                | 2 → 1    |

## Selejtezőkör
| 2022. július 26. 18:00 |

| Motor Lublin (3)                           | 4–2 | Śląsk Wrocław 2 (3)               |
| ------------------------------------------ | --- | --------------------------------- |
| Kahsay 15' Wojcik 41' Rudol 54' Krol 90+2' |     | Maruszak 13' Krocz 24' (11-esből) |

|  |

| 2022. július 26. 19:20 |

| Ruch Chorzów (2)                 | 2–0 | Znicz Pruszków (3) |
| -------------------------------- | --- | ------------------ |
| Foszmańczyk 42' Kwietniewski 64' |     |                    |

|  |

| 2022. július 27. 16:00 |

| Lech Poznań 2 (3)                | 2–3 (h. u.) | Pogoń Siedlce (3)                   |
| -------------------------------- | ----------- | ----------------------------------- |
| Cywka 56' (11-esből) Sanocki 65' |             | Wichtowski 19' 117' Fiedosewicz 25' |

|  |

| 2022. július 27. 17:00 |

| Wigry Suwałki (5) | 0–4 | KKS Kalisz (3)                                  |
| ----------------- | --- | ----------------------------------------------- |
|                   |     | Gesior 3' Gawlik 26' Borecki 29' Wilczynski 67' |

|  |

| 2022. július 27. 17:00 |

| Garbarnia Kraków (3) | 1–1 (h. u.) | Olimpia Elbląg (3) |
| -------------------- | ----------- | ------------------ |
| Banach 2'            |             | Stasiak 69'        |
| Büntetőpárbaj        |             |                    |
|                      | 2–3         |                    |

|  |

| 2022. július 27. 18:00 |

| GKS Jastrzębie (3)                              | 4–1 | Sokół Ostróda (4) |
| ----------------------------------------------- | --- | ----------------- |
| Szkudlarek 1' Lech 6' Szymczak 59' Stanclik 78' |     | Kieltyka 60'      |

|  |

| 2022. július 27. 18:00 |

| Górnik Polkowice (3) | 3–0 | GKS Bełchatów (5) |
| -------------------- | --- | ----------------- |
|                      |     |                   |

|  |

| 2022. július 27. 18:00 |

| Radunia Stężyca (3)                      | 3–2 | Wisła Puławy (3)             |
| ---------------------------------------- | --- | ---------------------------- |
| Letniowski 11' (11-esből) Luczak 42' 83' |     | Furtado 45+1' Orlowski 90+2' |

|  |

| 2022. július 27. 19:00 |

| Stal Rzeszów (2) | 1–0 | Pogoń Grodzisk Mazowiecki (4) |
| ---------------- | --- | ----------------------------- |
| Olejarka 71'     |     |                               |

|  |

| 2022. július 27. 19:30 |

| Chojniczanka Chojnice (2)            | 3–1 (h. u.) | Hutnik Kraków (3) |
| ------------------------------------ | ----------- | ----------------- |
| Wolsztyński 83' 94' Kasperowicz 114' |             | Nowakowski 61'    |

|  |

## Első kör
| 2022. augusztus 30. 16:15 |

| Legia Warszawa 2 (4) | 0–5 | Wisła Kraków (2)                               |
| -------------------- | --- | ---------------------------------------------- |
|                      |     | Duda 19' Plewka 54' Rodado 61' 90' Szywacz 65' |

|  |

| 2022. augusztus 30. 16:30 |

| Rekord Bielsko-Biała (4)       | 3–0 | Chełmianka Chełm (4) |
| ------------------------------ | --- | -------------------- |
| Wrobel 7' Feruga 38' Mucha 81' |     |                      |

|  |

| 2022. augusztus 30. 16:30 |

| Radomsko (5) | 0–3 | Radomiak (1)                       |
| ------------ | --- | ---------------------------------- |
|              |     | Sokół 11' Feliks 30' Pawłowski 74' |

|  |

| 2022. augusztus 30. 16:30 |

| Stal Stalowa Wola (4) | 1–2 (h. u.) | Puszcza Niepołomice (2)   |
| --------------------- | ----------- | ------------------------- |
| Iwao 111'             |             | Bartosz 92' Thiakane 106' |

|  |

| 2022. augusztus 30. 16:30 |

| Lechia Zielona Góra (4)  | 2–1 (h. u.) | Podbeskidzie (2) |
| ------------------------ | ----------- | ---------------- |
| Milašius 30' Gorski 100' |             | Etoundi 78'      |

|  |

| 2022. augusztus 30. 17:00 |

| GKS Wikielec (4)        | 1–2 | Zagłębie Sosnowiec (2)    |
| ----------------------- | --- | ------------------------- |
| Kacperek 69' (11-esből) |     | Sobczak 23' Pawłowski 59' |

|  |

| 2022. augusztus 30. 17:30 |

| Start Jełowa (4) | 0–4 | Zagłębie Lubin (1)                             |
| ---------------- | --- | ---------------------------------------------- |
|                  |     | Ławniczak 5' Bartolewski 9' Starzyński 39' 43' |

|  |

| 2022. augusztus 30. 19:00 |

| Bałtyk Gdynia (4) | 0–3 | Olimpia Elbląg (3)                    |
| ----------------- | --- | ------------------------------------- |
|                   |     | Stasiak 10' Wojtyra 12' Danilczyk 64' |

|  |

| 2022. augusztus 30. 19:00 |

| Stal Rzeszów (2)                              | 3–3 (h. u.) | Korona Kielce (1)         |
| --------------------------------------------- | ----------- | ------------------------- |
| Góra 22' Poczobut 25' Głowacki 39' (11-esből) |             | Sikavka 15' 16' Kiełb 31' |
| Büntetőpárbaj                                 |             |                           |
|                                               | 6–7         |                           |

|  |

| 2022. augusztus 30. 19:45 |

| Stomil Olsztyn (3) | 1–3 | Chrobry Głogów (2)                     |
| ------------------ | --- | -------------------------------------- |
| Szypulski 51'      |     | Górski 3' Práznovský 57' Jóźwiak 90+3' |

|  |

| 2022. augusztus 30. 20:30 |

| Nieciecza (2)                      | 2–3 (h. u.) | Legia Warszawa (1)                          |
| ---------------------------------- | ----------- | ------------------------------------------- |
| Błachewicz 53' Pietraszkiewicz 86' |             | Carlitos 7' 112' Pesqueira 90+2' (11-esből) |

|  |

| 2022. augusztus 31. 16:00 |

| Polonia Środa Wielkopolska (4) | 0–2 | Motor Lublin (3)       |
| ------------------------------ | --- | ---------------------- |
|                                |     | Gasior 10' Zbiciak 23' |

|  |

| 2022. augusztus 31. 16:00 |

| Ruch Wysokie Mazowieckie (4) | 0–4 | Śląsk Wrocław (1)                        |
| ---------------------------- | --- | ---------------------------------------- |
|                              |     | Expósito 45' 74' Bergier 46' Janasik 61' |

|  |

| 2022. augusztus 31. 16:00 |

| Pogoń Szczecin 2 (4) | 0–2 | GKS Katowice (2)               |
| -------------------- | --- | ------------------------------ |
|                      |     | Jaroszek 25' Kościelniak 90+2' |

|  |

| 2022. augusztus 31. 16:00 |

| Wieczysta Kraków (4) | 0–2 | Radunia Stężyca (3)    |
| -------------------- | --- | ---------------------- |
|                      |     | Sobkow 40' Nowicki 48' |

|  |

| 2022. augusztus 31. 16:00 |

| Pogoń Siedlce (3)                    | 3–1 | Chojniczanka Chojnice (2) |
| ------------------------------------ | --- | ------------------------- |
| Nowak 29' Wichtowski 41' Wlodyka 72' |     | Wolsztyński 32'           |

|  |

| 2022. augusztus 31. 16:30 |

| Skra Częstochowa (2) | 1–3 | Wisła Płock (1)                   |
| -------------------- | --- | --------------------------------- |
| Ropski 78'           |     | Kapuadi 8' Kvocera 34' Kocyła 75' |

|  |

| 2022. augusztus 31. 16:30 |

| ŁKS Łagów (4) | 1–3 | Cracovia (1)                              |
| ------------- | --- | ----------------------------------------- |
| Chelmecki 11' |     | Kakabadze 34' Ghiță 59' Konopljanka 90+4' |

|  |

| 2022. augusztus 31. 18:00 |

| GKS Jastrzębie (3) | 0–2 | Warta Poznań (1)               |
| ------------------ | --- | ------------------------------ |
|                    |     | Sztavropúlosz 20' Destan 45+5' |

|  |

| 2022. augusztus 31. 18:00 |

| KKS Kalisz (3)                                                      | 5–5 (h. u.) | Widzew Łódź (1)                                                 |
| ------------------------------------------------------------------- | ----------- | --------------------------------------------------------------- |
| Gordillo 12' 22' Kendzia 21' Gawlik 107' (11-esből) 118' (11-esből) |             | Sánchez 41' 55' Hanousek 90+2' (11-esből) 108' Zjawiński 120+2' |
| Büntetőpárbaj                                                       |             |                                                                 |
|                                                                     | 4–3         |                                                                 |

|  |

| 2022. augusztus 31. 18:00 |

| Górnik Polkowice (3) | 1–3 (h. u.) | Sandecja Nowy Sącz (2)            |
| -------------------- | ----------- | --------------------------------- |
| Hafez 84'            |             | Wróbel 30' Merebashvili 106' 114' |

|  |

| 2022. augusztus 31. 19:00 |

| Zawisza Bydgoszcz (4)      | 2–1 | GKS Tychy (2) |
| -------------------------- | --- | ------------- |
| Okuniewicz 36' Koziara 74' |     | Malec 10'     |

|  |

| 2022. augusztus 31. 19:05 |

| Resovia Rzeszów (2) | 1–0 | Miedź Legnica (1) |
| ------------------- | --- | ----------------- |
| Morys 23'           |     |                   |

|  |

| 2022. augusztus 31. 20:30 |

| ŁKS Łódź (2)          | 2–2 (h. u.) | Stal Mielec (1)            |
| --------------------- | ----------- | -------------------------- |
| Kort 27' Ebenezer 83' |             | Vaštšuk 30' Lebedyński 52' |
| Büntetőpárbaj         |             |                            |
|                       | 3–4         |                            |

|  |

| 2022. szeptember 1. 16:30 |

| Lechia Dzierżoniów (4) | 1–2 | Piast Gliwice (1)   |
| ---------------------- | --- | ------------------- |
| Orlowski 90+1'         |     | Félix 41' Pyrka 66' |

|  |

| 2022. szeptember 1. 18:00 |

| Odra Opole (2) | 0–1 (h. u.) | Jagiellonia Białystok (1) |
| -------------- | ----------- | ------------------------- |
|                |             | Bortniczuk 96'            |

|  |

| 2022. szeptember 1. 19:29 |

| Arka Gdynia (2) | 0–0 (h. u.) | Górnik Łęczna (2) |
| --------------- | ----------- | ----------------- |
|                 |             |                   |
| Büntetőpárbaj   |             |                   |
|                 | 3–4         |                   |

|  |

| 2022. szeptember 1. 20:30 |

| Ruch Chorzów (2) | 0–1 | Górnik Zabrze (1) |
| ---------------- | --- | ----------------- |
|                  |     | Janicki 43'       |

|  |

## 1/16 döntő
| 2022. október 12. 14:30 |

| Lechia Zielona Góra (4)    | 3–1 | Jagiellonia Białystok (1) |
| -------------------------- | --- | ------------------------- |
| Mycan 9' 33' Ostrowski 47' |     | Wdowik 45'                |

|  |

| 2022. október 18. 14:15 |

| Rekord Bielsko-Biała (4) | 2–2 (h. u.) | Pogoń Szczecin (1) |
| ------------------------ | ----------- | ------------------ |
| Nowak 56' Mucha 64'      |             | Zahović 67' 90+2'  |
| Büntetőpárbaj            |             |                    |
|                          | 11–12       |                    |

|  |

| 2022. október 18. 14:30 |

| Zagłębie Sosnowiec (2) | 0–1 | Raków Częstochowa (1) |
| ---------------------- | --- | --------------------- |
|                        |     | Kocserhin 90+5'       |

|  |

| 2022. október 18. 17:30 |

| Stal Mielec (1) | 0–3 (h. u.) | Piast Gliwice (1)                          |
| --------------- | ----------- | ------------------------------------------ |
|                 |             | Kirejczyk 99' Ktranisz 105+1' Hateley 112' |

|  |

| 2022. október 18. 18:30 |

| KKS Kalisz (3)   | 2–0 | Olimpia Elbląg (3) |
| ---------------- | --- | ------------------ |
| Gordillo 18' 51' |     |                    |

|  |

| 2022. október 18. 19:15 |

| Górnik Łęczna (2) | 1–0 | Korona Kielce (1) |
| ----------------- | --- | ----------------- |
| Sobol 89'         |     |                   |

|  |

| 2022. október 18. 20:30 |

| Wisła Płock (1) | 0–3 | Legia Warszawa (1)                  |
| --------------- | --- | ----------------------------------- |
|                 |     | Muçi 28' Pesqueira 49' Kramer 90+5' |

|  |

| 2022. október 19. 14:00 |

| Radunia Stężyca (3) | 1–4 | Lechia Gdańsk (1)                                       |
| ------------------- | --- | ------------------------------------------------------- |
| Letniowski 4'       |     | Kaluzinski 8' Zwoliński 32' Pietrzak 50' Sezonienko 57' |

|  |

| 2022. október 19. 17:30 |

| Resovia Rzeszów (2)                               | 4–3 | Cracovia (1)                                |
| ------------------------------------------------- | --- | ------------------------------------------- |
| Kwiecien 14' Vieira 28' Bondarenko 53' Górski 84' |     | Sipľak 28' 37' Konopljanka 45+1' (11-esből) |

|  |

| 2022. október 19. 18:00 |

| Sandecja Nowy Sącz (2)       | 2–1 | Warta Poznań (1) |
| ---------------------------- | --- | ---------------- |
| Wróbel 26' Kosakiewicz 90+3' |     | Grzesik 58'      |

|  |

| 2022. október 19. 18:00 |

| Motor Lublin (3) | 1–0 (h. u.) | Zagłębie Lubin (1) |
| ---------------- | ----------- | ------------------ |
| Kosior 96'       |             |                    |

|  |

| 2022. október 19. 19:15 |

| Wisła Kraków (2)      | 2–2 (h. u.) | Puszcza Niepołomice (2)   |
| --------------------- | ----------- | ------------------------- |
| Cissé 31' Rodado 102' |             | Tomalski 37' Kramarz 120' |
| Büntetőpárbaj         |             |                           |
|                       | 6–5         |                           |

|  |

| 2022. október 19. 20:30 |

| Lech Poznań (1) | 1–3 | Śląsk Wrocław (1)          |
| --------------- | --- | -------------------------- |
| Sousa 25'       |     | Expósito 6' Yeboah 78' 83' |

|  |

| 2022. október 20. 14:30 |

| Pogoń Siedlce (3)           | 3–1 | Chrobry Głogów (2)         |
| --------------------------- | --- | -------------------------- |
| Nowak 15' 80' Demianiuk 25' |     | Steblecki 90+8' (11-esből) |

|  |

| 2022. október 20. 17:30 |

| Zawisza Bydgoszcz (4) | 1–3 | Radomiak (1)                                          |
| --------------------- | --- | ----------------------------------------------------- |
| Okuniewicz 14'        |     | Nascimento 28' (11-esből) 73' (11-esből) Maurides 80' |

|  |

| 2022. október 20. 20:30 |

| GKS Katowice (2)       | 1–2 | Górnik Zabrze (1) |
| ---------------------- | --- | ----------------- |
| Jędrych 41' (11-esből) |     | Podolski 57' 87'  |

|  |

## Nyolcaddöntő
| 2022. november 8. 14:30 |

| KKS Kalisz (3)                               | 3–3 (h. u.) | Górnik Zabrze (1)                       |
| -------------------------------------------- | ----------- | --------------------------------------- |
| Zawistowski 9' Gordillo 54' Wysokinski 90+2' |             | Paluszek 60' Krawczyk 75' Pacheco 90+3' |
| Büntetőpárbaj                                |             |                                         |
|                                              | 5–3         |                                         |

|  |

| 2022. november 8. 17:30 |

| Górnik Łęczna (2) | 1–0 (h. u.) | Piast Gliwice (1) |
| ----------------- | ----------- | ----------------- |
| Kryeziu 102'      |             |                   |

|  |

| 2022. november 8. 20:30 |

| Lechia Gdańsk (1)        | 2–2 (h. u.) | Legia Warszawa (1)                 |
| ------------------------ | ----------- | ---------------------------------- |
| Durmuş 42' Zwoliński 93' |             | Pesqueira 52' (11-esből) Rose 117' |
| Büntetőpárbaj            |             |                                    |
|                          | 2–4         |                                    |

|  |

| 2022. november 9. 14:30 |

| Motor Lublin (3)    | 1–0 | Wisła Kraków (2) |
| ------------------- | --- | ---------------- |
| Krol 86' (11-esből) |     |                  |

|  |

| 2022. november 9. 17:30 |

| Pogoń Szczecin (1) | 0–1 | Raków Częstochowa (1) |
| ------------------ | --- | --------------------- |
|                    |     | Ivi 68'               |

|  |

| 2022. november 9. 20:30 |

| Sandecja Nowy Sącz (2) | 2–2 | Śląsk Wrocław (1)                   |
| ---------------------- | --- | ----------------------------------- |
| Kosakiewicz 64' 120+5' |     | Yeboah 23' Quintana 117' (11-esből) |

|  |

A mérkőzést félbeszakították.
| 2022. november 10. 12:00 |

| Lechia Zielona Góra (4) | 0–0 (h. u.) | Radomiak (1) |
| ----------------------- | ----------- | ------------ |
|                         |             |              |
| Büntetőpárbaj           |             |              |
|                         | 3–1         |              |

|  |

| 2022. november 10. 17:30 |

| Pogoń Siedlce (3) | 1–0 | Resovia Rzeszów (2) |
| ----------------- | --- | ------------------- |
| Fiedosewicz 79'   |     |                     |

|  |

## Negyeddöntő
| 2023. február 28. 13:00 |

| Lechia Zielona Góra (4) | 0–3 | Legia Warszawa (1)                   |
| ----------------------- | --- | ------------------------------------ |
|                         |     | Pekhart 9' Kapustka 43' Carlitos 71' |

|  |

| 2023. február 28. 17:30 |

| Pogoń Siedlce (3) | 0–1 | Górnik Łęczna (2) |
| ----------------- | --- | ----------------- |
|                   |     | Zbozień 74'       |

|  |

| 2023. március 1. 17:30 |

| KKS Kalisz (3)                       | 3–0 | Śląsk Wrocław (1) |
| ------------------------------------ | --- | ----------------- |
| Lipkowski 20' Borecki 21' Gawlik 44' |     |                   |

|  |

| 2023. március 1. 20:30 |

| Motor Lublin (3) | 0–3 | Raków Częstochowa (1)              |
| ---------------- | --- | ---------------------------------- |
|                  |     | Musiolik 30' Wdowiak 69' Tudor 87' |

|  |

## Elődöntő
| 2023. április 4. 20:30 |

| KKS Kalisz (3) | 0–1 | Legia Warszawa (1) |
| -------------- | --- | ------------------ |
|                |     | Strzałek 2'        |

|  |

| 2023. április 5. 20:30 |

| Górnik Łęczna (2) | 0–1 | Raków Częstochowa (1) |
| ----------------- | --- | --------------------- |
|                   |     | Nowak 47'             |

|  |

## Döntő
A döntő 2023. május 2-án, az varsói Nemzeti Stadionban került megrendezésre.
| 2023. május 2. 16:00 |

| Legia Warszawa (1)                                    | 0–0 (h. u.) | Raków Częstochowa (1)                         |
| ----------------------------------------------------- | ----------- | --------------------------------------------- |
|                                                       |             |                                               |
| Büntetőpárbaj                                         |             |                                               |
| Slisz Rosołek Augustyniak Sokołowski Wszołek Nawrocki | 6–5         | Tudor Szvarnasz Piasecki Nowak Carlos Wdowiak |

| Nemzeti Stadion, Varsó Nézőszám: 44 701 Játékvezető: Piotr Lasyk (Bytom) |